# Tomoaki Kuno
Tomoaki Kuno (jap. 久野 智昭 Kuno Tomoaki; ur. 25 września 1973) – japoński piłkarz występujący na pozycji pomocnika.

## Kariera klubowa
Od 1996 do 2005 roku występował w klubie Kawasaki Frontale.